# Обвурцер, Херберт фон
Херберт фон Обвурцер (нем. Herbert von Obwurzer, 23 июня 1888 года, Вилтен, Тироль, Австро-Венгрия  — 26 января 1945 года, возможно Накель, Западная Пруссия) — оберфюрер СС.

## Биография
С 1907-го по 1919 год служил в австро-венгерской армии. Участник Первой мировой войны, отмечен фронтовыми наградами, знаком за ранение и Балтийским крестом I класса.
В 1923-1930 годах был фермером. 1 июня 1930 года вступил в австрийскую организацию NSDAP (партбилет № 226 601).
С началом Второй мировой войны в 1939 году был призван в вермахт и назначен командиром 2-го батальона 67-го пехотного полка. Участник Польской и Французской кампаний. Был награждён железным крестом первого и второго классов.
1 июля 1941 года был назначен командиром 3-го батальона 411-го пехотного полка, с которым участвовал в боях на Восточном фронте.
1 июля 1942 года произведён в подполковники резерва. 1 августа 1942 года переведён в Waffen-SS с чином оберштурмбаннфюрера (получил билет SS № 430 417) и назначен командующим 6-м горнострелковым полком SS «Reinhard Heydrich».
30 января 1943 года произведён в штандартенфюреры резерва. 9 марта 1943 года назначен командующим формируемой хорватской добровольческой дивизии SS (нем. Kroatische SS-Freiwilligen-Division), первоначально предназначаемой для борьбы с сербскими партизанами (с июня 1944 года — 13-я горнострелковая дивизия СС «Handschar» (хорватская № 1)). 1 августа, когда формирование этой дивизии было закончено, Обвурцер был заменён Зауберцвайгом и зачислен в штаб V горнострелкового корпуса SS. 15 сентября он принял командование 39-м гренадёрским полком СС «Horst Wessel». 21 июня 1944 года Обвурцер был произведён в оберфюреры SS, и 27 июля назначен командующим 15-й гренадерской дивизией СС. В январе 1945 года эта дивизия была разбита войсками Красной армии, а сам Обвурцер погиб (покончил с собой при захвате его машины разведотрядом 16-го гвардейского отдельного мотоциклетного батальона 2-й гвардейской танковой армии у фольварка Дроточек). За эту операцию командиру советского разведотряда гвардии майору Г. В. Дикуну было присвоено звание Героя Советского Союза.
30 января он был посмертно произведён в бригадефюреры СС.

## Награды
- Крест «За военные заслуги» 3-й степени с воинскими украшениями и мечами (Австро-Венгрия)
- Медаль «За военные заслуги» в бронзе и серебре (Австро-Венгрия)
- Войсковой крест Карла (Австро-Венгрия)